# البطولة الوطنية التونسية 1976–77
الدوري التونسي لكرة القدم 1976-1977 هو الموسم رقم 22 من الرابطة التونسية المحترفة الأولى لكرة القدم. أفضل 16 ناديا تونسيا يلعبون فيما بينهم ذهابا وإيابا.

فاز بهذا الموسم شبيبة القيروان، وجاء ثانيا النادي الأفريقي وثالثا النادي الرياضي الصفاقسي.